# Herbert Warnke
Pour les articles homonymes, voir Warnke.
Herbert Warnke, né le 24 février 1902 à Hambourg et mort le 26 mars 1975 à Berlin-Est, est un syndicaliste et homme politique communiste allemand. En République démocratique allemande, il fut président du syndicat Freier Deutscher Gewerkschaftsbund (FDGB) et membre du Politburo du Comité central du SED.

## Biographie
Son père est maçon, sa mère femme au foyer. Il fait un apprentissage de riveteur de 1920 à 1924. Il rejoint le KPD en 1923 et est membre de l'Association allemande des métallurgistes de 1924 à 1928. De 1929 à 1930, il est président du comité d'entreprise de Blohm + Voss à Hambourg, puis secrétaire du comité de district de l'opposition syndicale révolutionnaire à Brême, secrétaire aux questions syndicales à la direction du district KPD Weser-Ems et de 1932 à 1933 député au Reichstag.
De juin 1933 jusqu'au printemps 1936 environ, il est secrétaire de l'Internationale syndicale rouge à Sarrebruck et à Paris. Il occupe ensuite des postes dans la section nord du KPD à Copenhague jusqu'en 1938. Émigré, il lutte contre le régime nazi depuis l'étranger. De 1939 à 1943, il est interné et emprisonné en Suède. Puis il devient rédacteur en chef du magazine Der Weg ins Leben. Il travaille dans plusieurs organisations d'exilés en Suède sur la préparation de l'après-guerre en Allemagne.

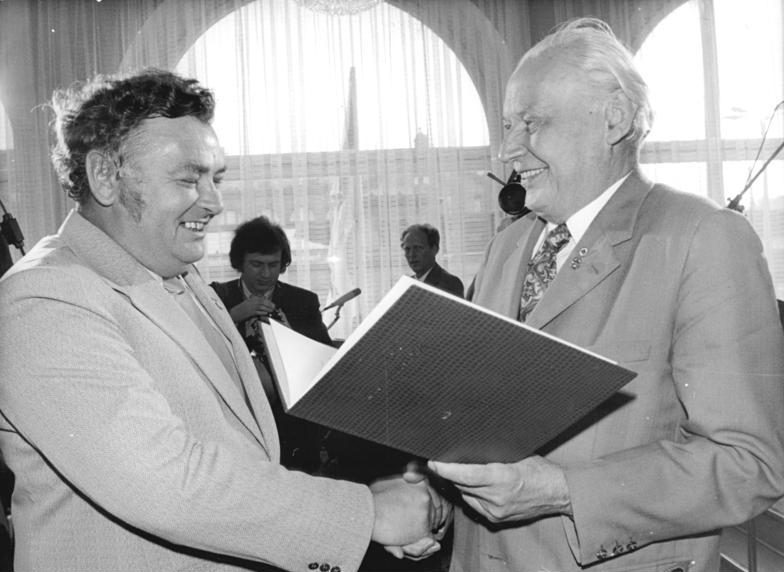
Herbert Warnke (à droite) remet un prix du syndicat communiste FDGB à l'écrivain Erik Neutsch, 1974.

Après son retour en Allemagne en 1946, il devient président du conseil régional de Mecklembourg-Poméranie-Occidentale et membre du conseil national. De 1948 jusqu'à sa mort, il est premier président du comité exécutif fédéral du syndicat FDGB. À partir de 1949, il est membre du comité exécutif du parti et du Comité central du SED et député de la Chambre du peuple. En 1950, il devient membre du Secrétariat du Comité central du parti. En 1958, il est accepté au Politburo du Comité central du SED. Il devient membre du comité exécutif en 1949, vice-président en 1953 et membre du bureau du conseil général de la Fédération syndicale mondiale en 1969. À partir de 1971, il est membre du Conseil d' État.
Il a reçu l'ordre patriotique du Mérite (VVO) en or en 1955, l'Ordre de Karl-Marx en 1962, le Prix Lénine pour la paix en 1967 et le VVO en or, et en 1972 l'Ordre de Lénine. Son urne est enterrée au mémorial des socialistes du cimetière central Friedrichsfelde à Berlin-Lichtenberg.
Il était un ardent supporter du 1. FC Union Berlin.